# Rossel et la Commune de Paris
Pour plus de détails, voir Fiche technique et Distribution.
Rossel et la Commune de Paris est un téléfilm de 1977 faisant le portrait de Louis-Nathaniel Rossel, seul officier français à rallier la Commune de Paris en 1871.
Rossel, enfermé dans la prison de Versailles, évoque, avant son exécution, les raisons qui l'ont conduit à rejoindre les communards : la capitulation de François Achille Bazaine à Metz, le refus de Léon Gambetta de le soutenir, et son action au sein de la Commune, en tant que Ministre délégué à la guerre.

## Fiche technique
- Réalisateur : Serge Moati
- Scénaristes : Jean-Pierre Chevènement et Daniel Grandclément

## Distribution
- André Dussollier : Louis Rossel
- Georges Wilson : Léon Gambetta
- Jean-Marc Thibault : François Achille Bazaine
- Maurice Biraud : Félix Pyat
- Raymond Bussières : Sylvain l'ouvrier
- Martin Trévières : Boyer
- Jean Puyberneau : Adolphe Thiers
- Jean-Claude Bouillaud : Otto von Bismarck, Giraud
- Philippe Laudenbach : Léo Fränkel
- Roland Monod : Charles Delescluze
- Jean-Pierre Sentier : Charles Gérardin
- Marc Imhoff : Gaveau
- Christian de Tillière : Merlin et Robespierre
- Jean-Paul Cisife : M. Lacour
- Véronique Silver : Louise Michel
- Paulette Frantz : Mme Lacour
- Clément Harari : Jules Miot
- Alain Janey : le général de Cissey
- Catherine Therouenne : Angélique
- Gérard Uzès : Augustin Avrial
- Catherine Arditi : la petite maréchale
- Jean Benguigui